# Bioggio
Bioggio je obec ve švýcarském kantonu Ticino, okresu Lugano. Žije zde přibližně 2 600 obyvatel.

## Geografie
Bioggio leží na jihu oblasti Malcantone, v nivě řeky Vedeggio, 2 km jihozápadně od Lugana, do jehož aglomerace obec patří. Bioggio se skládá z místních částí Bioggio, Bosco Luganese, Cimo a Iseo a z mnoha malých vesniček a osad.
Sousedními obcemi jsou Alto Malcantone na severu, Manno, Vezia a Lugano na východě, Muzzano, Agno, Vernate a Curio na jihu a Aranno a Cademario na západě.

## Historie

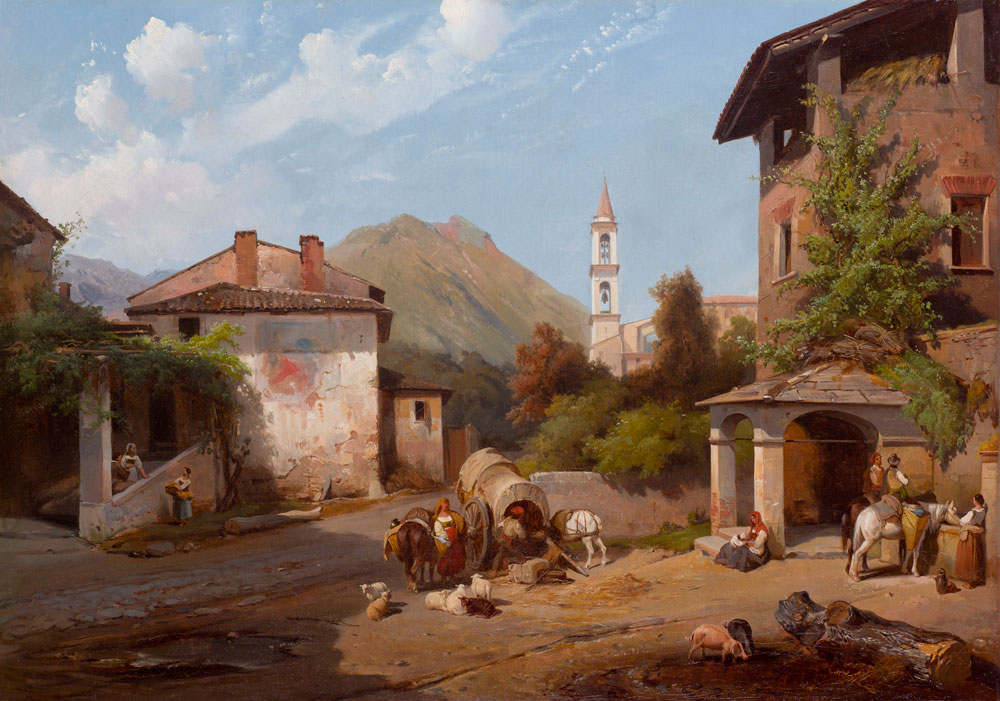
Bioggio na malbě z poloviny 19. století

Přítomnost Římanů v okolí Luganského jezera je doložena od 1. století př. n. l.; měli přinejmenším jedno významné středisko severně od jezera v Bioggiu.
První doložená zmínka o Bioggiu pochází z roku 1022 jako Biegio. V roce 1992 byly při vykopávkách objeveny pozůstatky římské budovy ze 3. století, která pravděpodobně sloužila jako termální lázně. Ve středověku v Bioggiu bohatly šlechtické rodiny z Lugana a Coma. Bioggio bylo závislé na farnosti Agno, ale v roce 1708 se stalo samostatnou podfarností. Kostel svatého Mauricia, zmiňovaný v roce 1261, byl zbořen po výstavbě současného farního kostela, postaveného architektem Girolamo Grossi a vysvěceného 7. července 1791.
Od roku 1960 vznikala východně od Vedeggia průmyslová zóna, která dnes patří k aglomeraci Lugano. Dne 4. dubna 2004 byla obec Bioggio sloučena s dříve samostatnými obcemi Bosco Luganese a Cimo. Nová velká obec převzala název Bioggio, ale nechala si vytvořit nový znak s využitím prvků z bývalých obcí. Dne 20. dubna 2008 byla do obce Bioggio začleněna obec Iseo.

## Obyvatelstvo

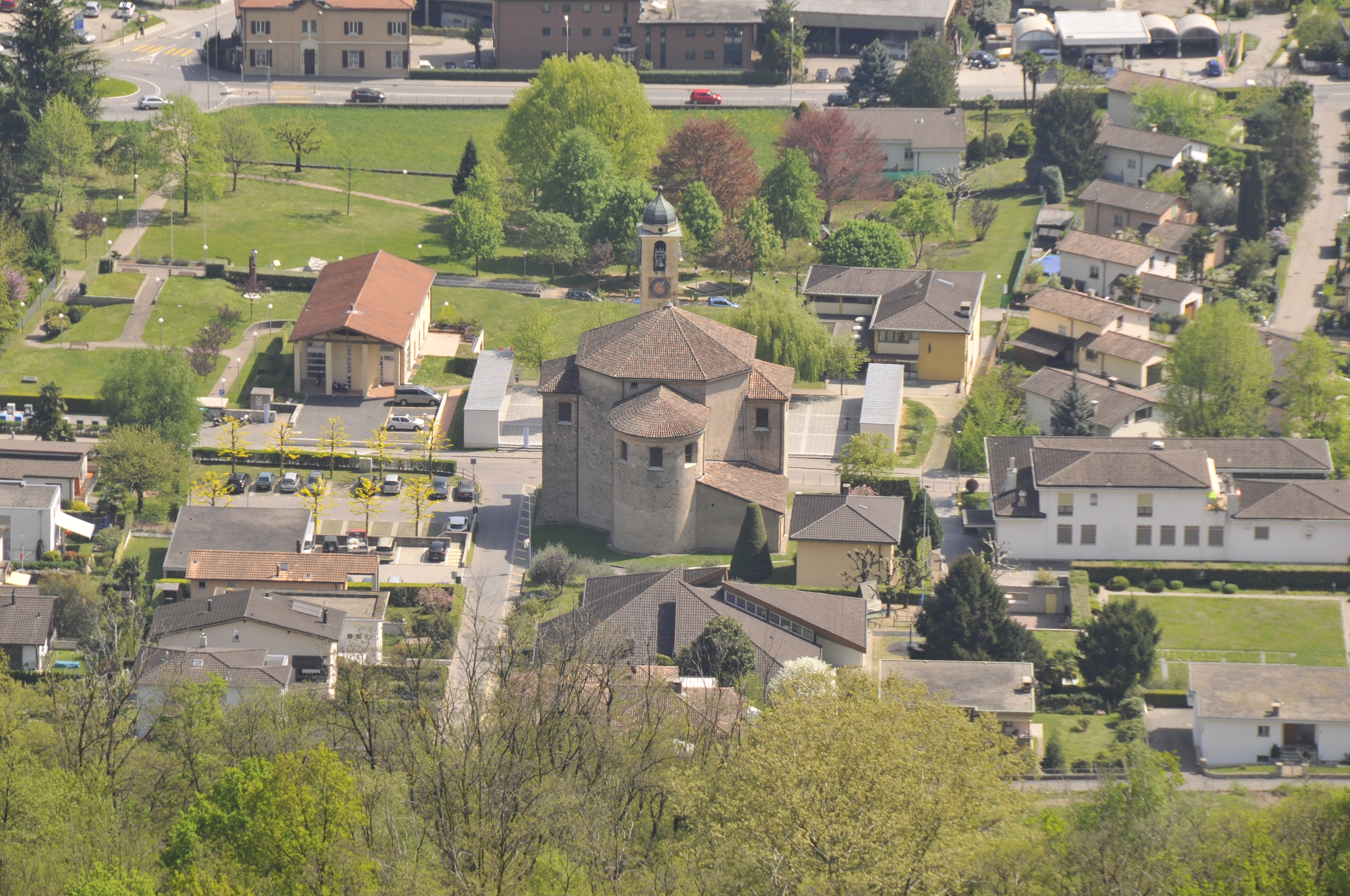
Kostel

| Vývoj počtu obyvatel | Vývoj počtu obyvatel | Vývoj počtu obyvatel | Vývoj počtu obyvatel | Vývoj počtu obyvatel | Vývoj počtu obyvatel | Vývoj počtu obyvatel | Vývoj počtu obyvatel | Vývoj počtu obyvatel | Vývoj počtu obyvatel | Vývoj počtu obyvatel | Vývoj počtu obyvatel | Vývoj počtu obyvatel | Vývoj počtu obyvatel | Vývoj počtu obyvatel | Vývoj počtu obyvatel |
| -------------------- | -------------------- | -------------------- | -------------------- | -------------------- | -------------------- | -------------------- | -------------------- | -------------------- | -------------------- | -------------------- | -------------------- | -------------------- | -------------------- | -------------------- | -------------------- |
| Rok                  | 1801                 | 1850                 | 1858                 | 1900                 | 1902                 | 1910                 | 1940                 | 1950                 | 1960                 | 1970                 | 1980                 | 1990                 | 2000                 | 2010                 | 2020                 |
| Počet obyvatel       | 323                  | 990                  | 501                  | 568                  | 603                  | 967                  | 941                  | 970                  | 1094                 | 1290                 | 1374                 | 1769                 | 2205                 | 2379                 | 2689                 |

## Doprava
Obcí prochází hlavní silnice z Manna a z Lugana do Ponte Tresa. Obec je napojena na síť veřejné dopravy dvěma zastávkami na železniční trati Lugano – Ponte Tresa. V obci se nachází část letiště Lugano.